# Capra pyrenaica hispanica
Sơn dương đông nam Tây Ban Nha hay còn gọi là Sơn dương Beceite là một phân loài của loài sơn dương Capra pyrenaica. Nó là loài đặc hữu của Tây Ban Nha.

## Phân bố
Sơn dương Đông Nam sinh sống ở Sierra Nevada, Sierra de Cazorla, Sierra de Grazalema, Montes de Malaga, ở Andalucia. Nó cũng xuất hiện ở Sierra Morena. Bên ngoài Andalucia nó có thể được tìm thấy trong các vùng thuộc Montes de Toledo và những ngọn núi, tất cả các con đường lên vùng Địa Trung Hải Tây Ban Nha với quần thể xa hơn về phía bắc miền nam Catalonia, mà đem lại hy vọng rằng một ngày nào đó có thể tái phục hồi ở Pyrenees.

## Đặc điểm chung

### Mô tả
Phân loài sơn dương này nhìn chung là động vật sống ở vùng núi với đặc trưng bởi móng guốc lớn và linh hoạt và đôi chân ngắn của chúng. Những phóng tác vật lý này cho phép chúng có thể chạy và nhảy thoải mái trên sườn núi trần, đá, thô, và dốc. Điều này mang lại cho chúng một lợi thế hơn những kẻ săn mồi tiềm năng mà có thể không thể tiếp cận với chúng vì địa hình. Các loại dê rừng này cũng cho thấy là chúng dị hình lưỡng tính đáng chú ý, với con đực là lớn hơn về kích thước và trọng lượng và cũng có sừng lớn hơn con cái.
Những chiếc sừng của sơn dương núi khác nhau giữa các loài dê hoang dã như đường cong ra ngoài và lên và sau đó trở lại bên trong và, tùy thuộc vào loài, hoặc lên hoặc xuống một lần nữa. Sự phát triển sừng hàng năm là chịu ảnh hưởng chủ yếu bởi tuổi tác nhưng cũng có thể được đóng góp bởi các yếu tố môi trường và sự phát triển được thực hiện trong các năm trước đó. Mặc dù sơn dương cái nhỏ hơn, chúng chúng có một quá trình hóa xương nhanh hơn và thường kết thúc sự phát triển xương đầy đủ gần hai năm trước khi con đực đạt đến.

### Tập tính
Sơn dương này tạo lập hai loại của các nhóm xã hội nhóm đực và cái chỉ với nhóm còn nhỏ chưa trưởng thành đó là trong mùa mà con đực tương tác với con cái, nhóm hỗn hợp cũng rất phổ biến trong thời gian còn lại của mùa đông. Trong mùa sinh sản, thời gian một năm được tách ra từ nhóm cái tại thời điểm sinh mới. Các con đực đầu tiên tách ra và trở lại nhóm đực duy nhất
Các loại dê rừng ở Tây Ban Nha có một cách duy nhất để truyền tín hiệu khác khi một kẻ săn mồi tiềm năng đã bị phát hiện. Đầu tiên các loại dê rừng sẽ có một thế trận đối đầu với đôi tai và cái đầu của nó chỉ theo sự hướng của các động vật ăn thịt tiềm năng. Một con sau đó sẽ gọi báo cho khác trong nhóm với một hoặc nhiều cuộc gọi báo động. Khi một nhóm khác nghe các cuộc gọi báo động, chúng sẽ chạy trốn đến một khu vực khác mà thường là một điểm thuận lợi đối với chúng như một dốc đá nơi các động vật ăn thịt không thể tiếp cận.
Điều đặc biệt là trong những tình huống khẩn cấp này thì đàn dê rừng lại được dẫn dắt bởi một con dê cái giàu kinh nghiệm. Điều này có thể cho phép các nhóm trốn thoát trong một cách hiệu quả hơn như các loại dê rừng có kinh nghiệm sẽ biết được độ dốc để chạy đến nơi cần trốn. Tuy nhiên kể từ khi các cuộc gọi báo động của chúng có thể dễ dàng bị những kẻ săn mồi nghe được và nhanh chóng xác định vị trí ngay cả từ khoảng cách xa hơn. 

### Chế độ ăn
Các con sơn dương thường là loài ăn tạp thực phận, tùy thuộc vào nguồn thức ăn trong phạm vi của chúng và theo mùa, chúng không kén ăn. Chúng cũng có một cơ chế đặc biệt trong thận mà có chứa chất béo để có thể được sử dụng như là năng lượng dự trữ trong suốt thời gian mùa đông lạnh. Việc lưu trữ cơ thể cao nhất của chất béo trong thận có thể được tìm thấy trong các mùa ấm áp và thấp nhất trong khoảng thời gian lạnh. Việc giữ gìn cơ thể được đặc trưng bởi giới hạn các nguồn thức ăn.
Quá trình tìm kiếm thức ăn của chúng cũng khác nhau tùy thuộc vào mùa. Khi nguồn thức ăn khan hiếm cùng cực trong mùa đông, chúng sẽ linh hoạt khi tìm kiếm thức ăn. Tuy nhiên trong mùa xuân, khi thức ăn có sẵn nhiều hơn thì chúng sẽ có hoạt động khác. Mùa xuân là mùa phong phú hơn khi nguồn thức ăn thì có nghĩa là có sự cạnh tranh nhiều hơn cho nguồn thức ăn buộc một số phải bằng cách đi xa hơn để có được thức ăn.